# Hoechst 33342

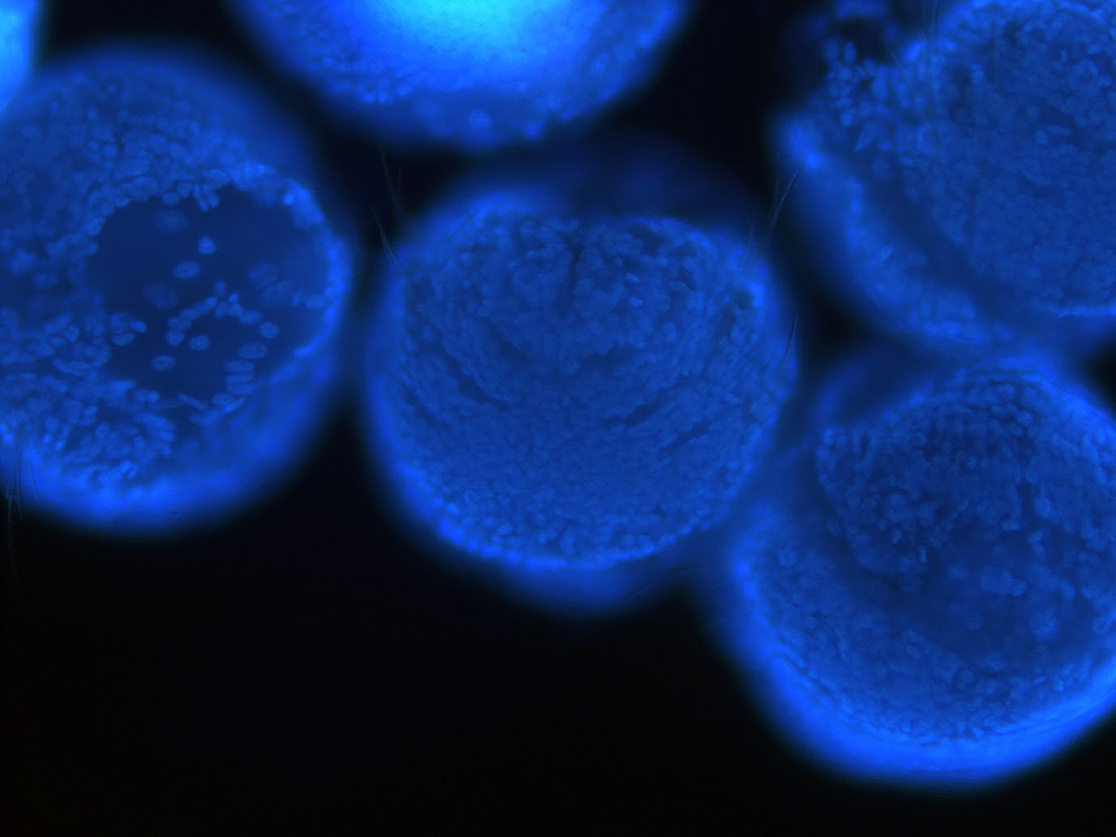
Hoechst 33342染色的杜氏阔沙蚕（Platynereis dumerilii）幼虫的细胞核

Hoechst 33342是一种含氮有机化合物，化学式C
27H
28N
6O，为德国赫斯特公司开发的DNA染料，用于细胞核的赫斯特染色，游离状态的激发峰为340nm，发射峰为510nm，其与DNA结合后激发峰为355nm，发射峰为465nm。